# Баранов, Павел Владимирович
Павел Владимирович Баранов (13 [26] августа 1905, Санкт-Петербург — 1988) — деятель советских органов прокуратуры и юстиции, прокурор РСФСР.

## Биография
Родился 13 августа 1905 года в Петербурге. В связи с тем, что семья распалась при рождении, воспитывался в приюте, а затем теткой. Работать начал с 14 лет. В 1920 г. Начал учиться в ФЗУ и получил профессию электромонтера. А тот же году вступил в РКСМ, по его путевке некоторое время находился в частях ЧОН, затем Витебский горком РКСМ направил его на работу в губполитпросвет, где он некоторое время работал библиотекарем. Затем до 1923 г. работает помощником электромонтера на автобазе, без отрыва получает среднее образование.
В 1923 г. поступает учиться в Ленинградский политехнический институт, но был отозван на комсомольскую работу и не закончил его.

#### На комсомольской работе
1923—1925 г.г. — секретарь комитета РКСМ на Ленинградском госзаводе № 4.
1925—1927 г.г. — ответственный за организацию культурной работы (культорг) Петрозаводского горкома ВЛКСМ, затем секретарь комитета ВЛКСМ на Онежском заводе. Позже — секретарь Петрозаводского горкома ВЛКСМ.
1927 г. — заведующий отделом Северо-Западного бюро ЦК ВЛКСМ, позднее — Ленинградского обкома ВЛКСМ. Однако, стал настойчиво добиваться перевода на хозяйственную работу.

#### На хозяйственной работе
1927—1931 г.г. — заместитель директора Ленинградского завода «Эталон».

#### В органах прокуратуры Наркомюста СССР
В мае 1922 года постановлением ВЦИК РСФСР было принято первое «Положение о прокурорском надзоре», согласно которому государственная Прокуратура учреждена в составе Наркомюста РСФСР.
1931—1932 г.г. — прокурор Дновского района Ленинградской области, и хотя юридического образования не имел, но в то время для занятия подобной должности его наличие не являлось обязательным. Вскоре получил партийный выговор за то, что недостаточно внимательно наблюдал сроками рассмотрения дел судом, в результате чего судья устроил волокиту при рассмотрении уголовного дела, связанного с «весенним севом».
1932—1934 г.г. — помощник прокурора Ленинградской области.
1934—1937 г.г. — прокурор Кировского района г. Ленинграда. Одновременно учился на курсах права при Ленинградском отделении Комакадемии и Ленинградском институте советского права, где экстерном сдавал экзамены.

#### В органах Прокуратуры Союза ССР
В 1936 г. с принятием новой Конституции СССР, введено понятие высшего надзора за точным исполнением законов, которое было возложено только на Прокурора Союза ССР (ст. 113), в связи с чем произошло выделение органов прокуратуры из системы юстиции в самостоятельную единую централизованную систему.
1937—1939 г.г.- прокурор Свердловской области, вакансия по которой образовалась потому, что в результате начавшегося Большого террора, оказались истреблены практически все прокурорские работники области. И свою работу новый областной прокурор в духе времени также начал так же с борьбой с врагами народа. Вот, как отзывалось о нём ведомственное издание в статье «Кадры»:

«В Свердловской области т. Баранов сумел за сравнительно короткий срок развернуть большую работу по ликвидации последствий вредительства врага народа Леймана, по очистке органов прокуратуры области и укреплению их. При помощи местных парторганизаций им направлено новых 40 работников и для них организованы специальные подготовительные курсы. Тов. Баранов добивается и, надеемся, безусловно добьется превращения Свердловской облпрокуратуры в передовые.»

Неизвестно, удалось ли добиться «укрепления и очистки» органов прокуратуры, однако Свердловский обком ВКП(б) неожиданно, без предъявления каких-либо претензий к работе областного прокурора, стал возражать против его дальнейшей работы и потребовал назначения более подготовленного работника.
1939 г.(май-август) — в аппарате Прокуратуры Союза ССР. Одновременно для продолжения образования поступил на заочное отделение ВЮЗИ, но закончить его сумел только после окончания ВОВ.
08.1939 г. — 06.1941 г. — начальник уголовно-судебного отдела прокуратуры г. Ленинграда.
06.1941 г. — мобилизован в ряды РККА, помощник военного прокурора Ленинградского фронта.
04.1942 г. — 11.1942 г. — заместитель военного прокурора 8-й Армии Волховского фронта.
08.1943 г. — прокурор 10-й Армии (и. о. прокурора с 16.11.1942 г.).
05.05.1944 г. — 07.1945 г. — прокурор 2-го Белорусского фронта.
30.12.1945 г. — 11.1946 г. — прокурор Северной группы войск (и. о. — с июля 1945 г.)

«Баранов П. В. не сумел охватить весь масштаб разнообразной прокурорско-следственной работы, не смог наладить правильных деловых отношений с командованием группы. Занимаемой должности не соответствует. Целесообразно перевести на работу с меньшим объемом работы.»
11.1946 г. — 04.1948 г. — прокурор Южно-Уральского военного округа (г. Чкалов). За время работы в данной должности усилил дисциплину в прокуратуре, усилил надзор на всех участках работы, совместно с командованием округа добился сокращения количества воинских преступлений.
10.04.1948 г. — 08.1948 г. — заместитель Прокурора РСФСР (по общим вопросам). Курировал уголовно-судебный отдел, группу по делам несовершеннолетних, отдел по надзору за местами заключения и хозяйственный.
31.12.1948 г. — 03.1954 г. — Прокурор РСФСР (с 25.08.1948 — и. о. Прокурора РСФСР).
По его инициативе была проведена комплексная проверка деятельности органов прокуратуры по надзору за судами в Чувашской АССР, в результате которой 10 судебных работников были привлечены к судебной ответственности за допущенные ими различные злоупотребления.
13.04.1954 г. — 30.04.1957 г. — первый заместитель Генерального прокурора СССР. При этом Руденко Р. А. предложил Баранову П. В. занять должность своего первого заместителя ещё в 1953 г., сразу после своего назначения
на должность Генерального прокурора СССР, причем приехал на Кузнецкий мост, д.13 (где располагалась Прокуратура РСФСР) лично. И хотя жест уважения был по достоинству оценен, но все же тогда согласия от кандидата не было получено.

#### В органах юстиции СССР
30.04.1957 г. — 04.1961 г. — первый заместитель председателя Юридической комиссии при Совете министров СССР.
04.1961 г. — на пенсии.

### Классные чины и специальные звания
- Военный юрист 2 ранга (18.09.1941 г.)
- Военный юрист 1 ранга (08.1942 г.)
- Подполковник юстиции[5]
- Полковник юстиции[6]

### Награды
- Орден Отечественной войны 1 степени
- Орден Отечественной войны 1 степени
- Орден Красного знамени (дважды)
- Орден «Крест Грюнвальда» (Польша)

### Личные качества
Твердость, смелость, решительность, принципиальность. В годы ВОВ регулярно находился на передовой. В то же время в служебных характеристиках отмечались такие качества, как болезненное реагирование на замечания, некоторое преувеличение своей подготовки и своих способностей.
Умер в апреле 1988 года. Похоронен на Кунцевском кладбище г. Москвы.